# Spilarctia seriatopunctata
Spilarctia seriatopunctata là một loài bướm đêm thuộc phân họ Arctiinae, họ Erebidae.